# Mesosa nebulosa
Mesosa nebulosa es una especie de escarabajo longicornio de la subfamilia Lamiinae. Fue descrita científicamente por Fabricius en 1781.
Se distribuye por África del Norte, Albania, Argelia, Alemania, Inglaterra, Asia Menor, Austria, Bélgica, Bielorrusia, Bosnia y Herzegovina, Bulgaria, Cáucaso, China, Córcega, Crimea, Croacia, Dinamarca, España, Europa, Francia, Grecia, Hungría, Italia, Luxemburgo, Moldavia, Noruega, Países Bajos, Polonia, Portugal, Rumania, Rusia europea, Cerdeña, Siberia, Sicilia, Eslovaquia, Eslovenia, Suecia, Suiza, Chequia, Túnez, Turquía, Ucrania y Yugoslavia. Posee una longitud corporal de 8-15 milímetros. El período de vuelo de esta especie ocurre en los meses de abril, mayo, junio, julio y agosto.
Mesosa nebulosa se alimenta de una gran variedad de plantas y arbustos de la familia Aquifoliaceae, Hippocastanaceae, Juglandaceae, Rhamnaceae, Betulaceae, entre otras.

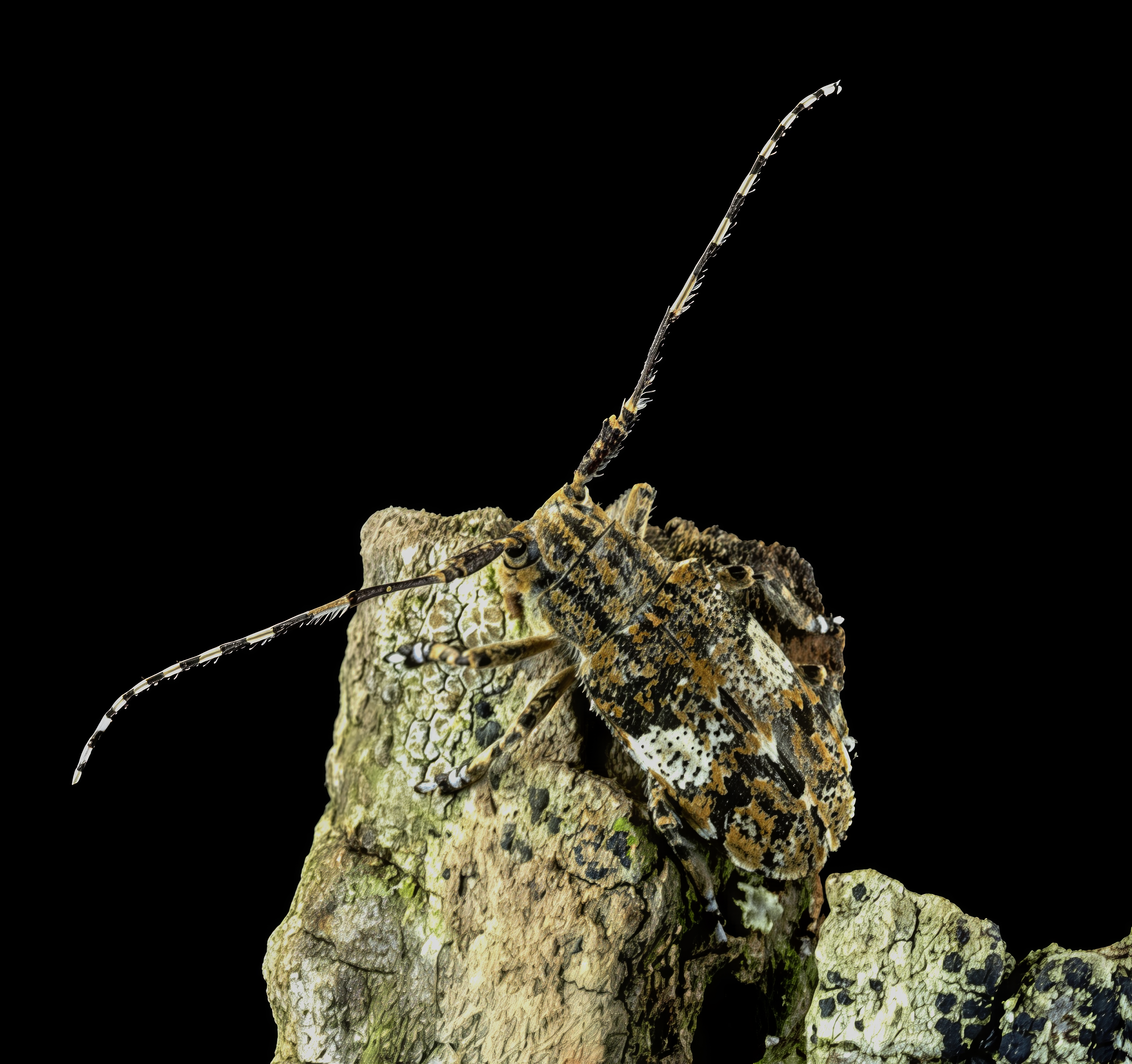
coloración mimética sobre madera
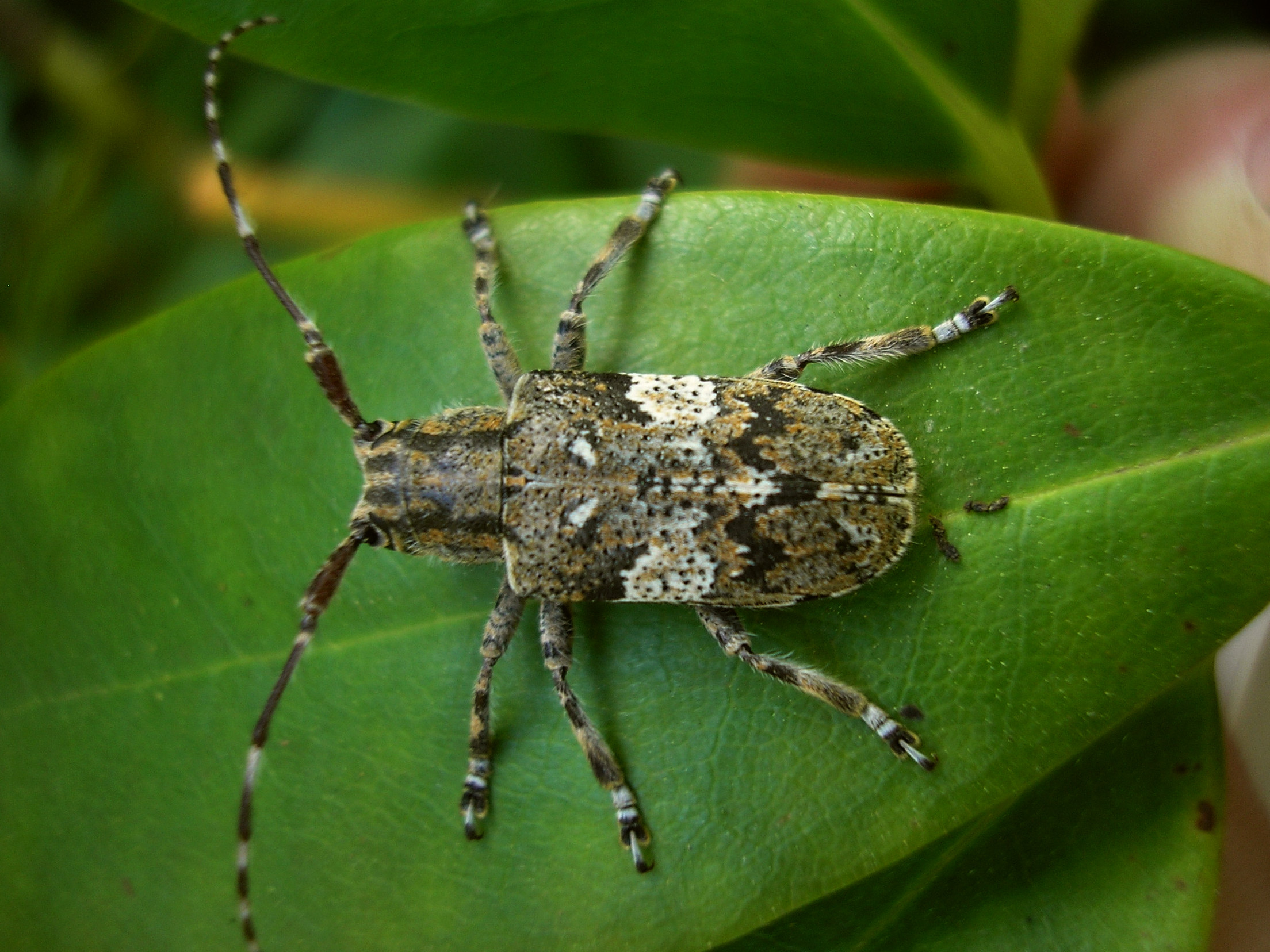
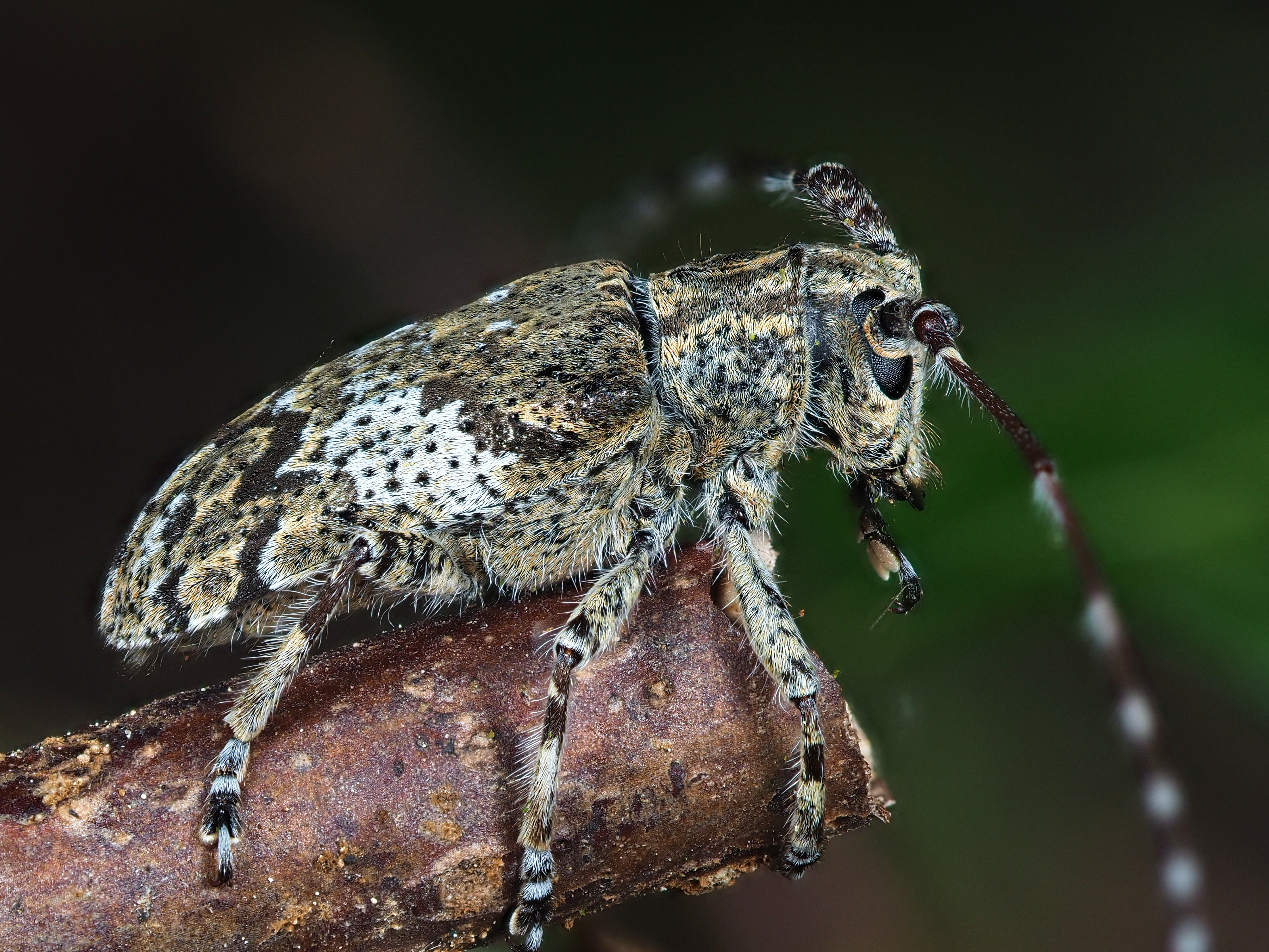
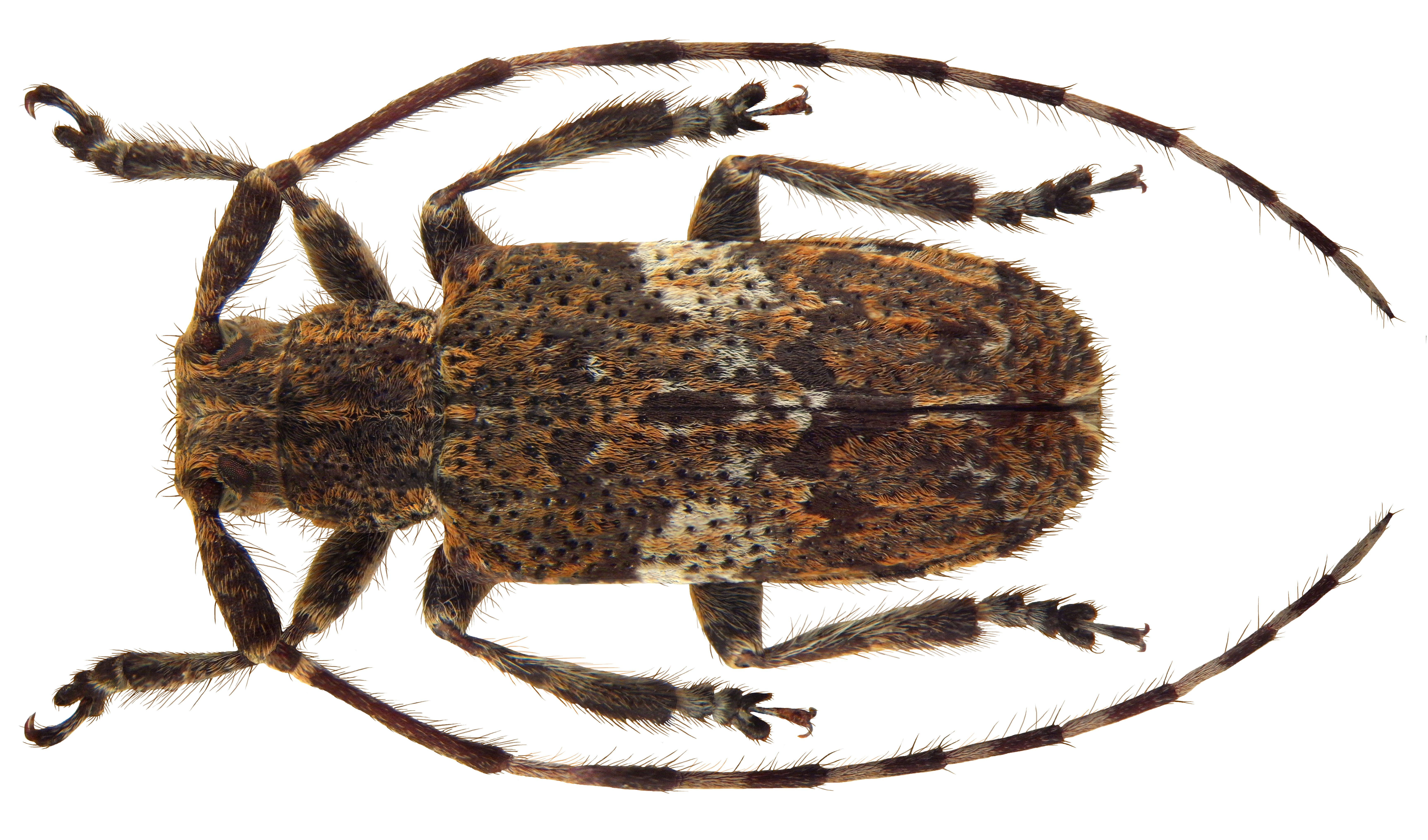
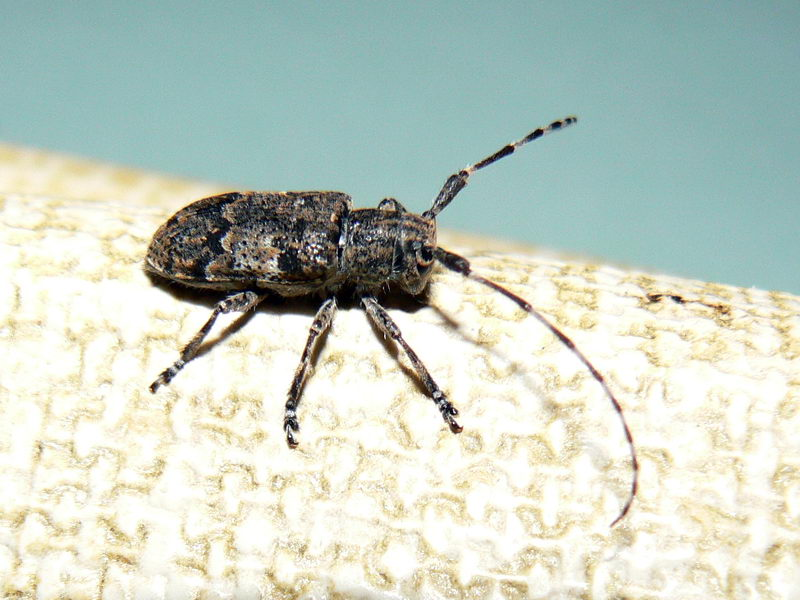
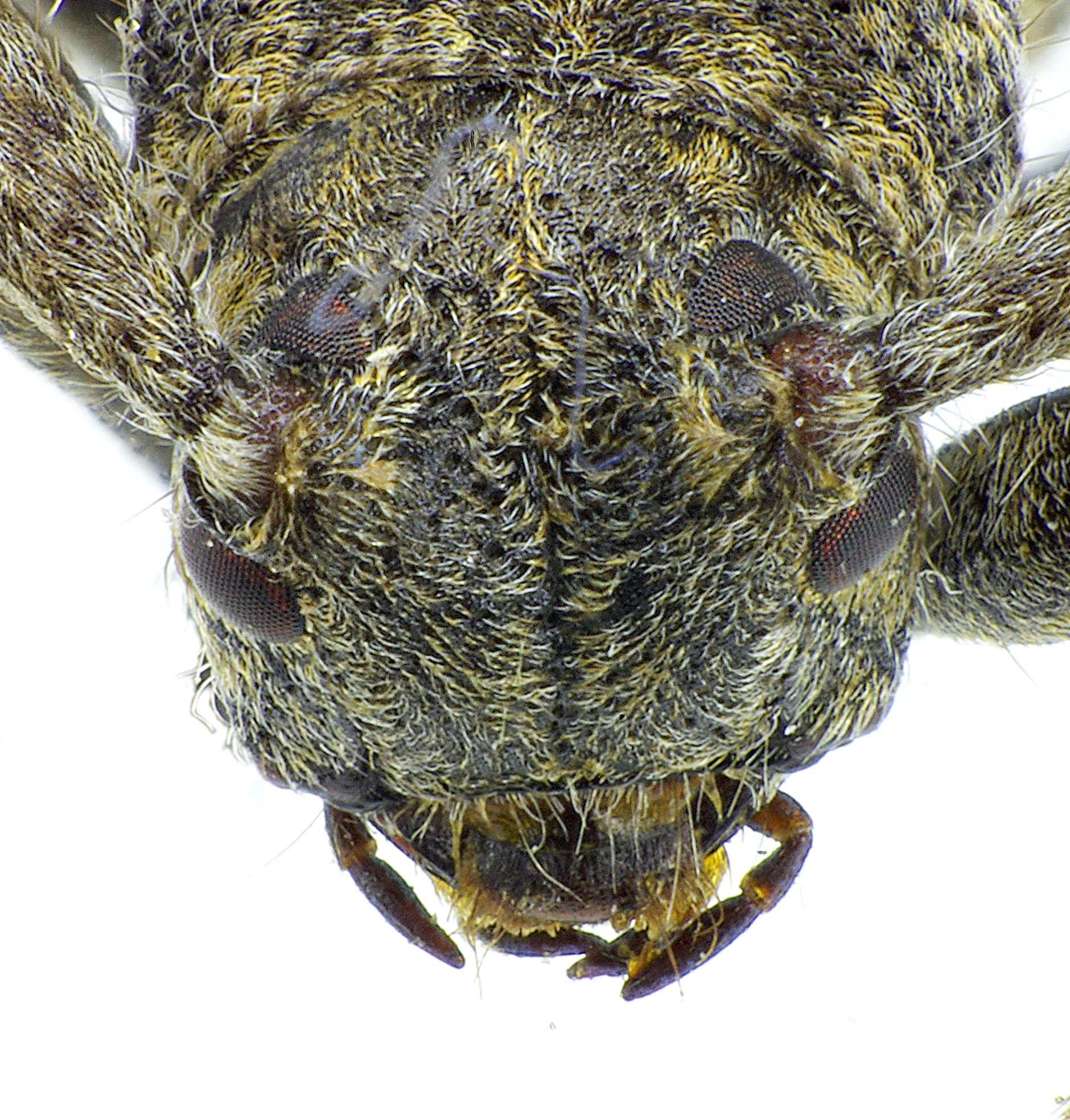